# Tipula (Pterelachisus) entomophthorae
Tipula (Pterelachisus) entomophthorae is een tweevleugelige uit de familie langpootmuggen (Tipulidae). De soort komt voor in het Nearctisch gebied.